# Taiga Maekawa
Taiga Maekawa (前川 大河 Maekawa Taiga?, nacido el 13 de junio de 1996 en Osaka) es un futbolista japonés que se desempeña como centrocampista en el Cerezo Osaka de la J1 League.

## Trayectoria

### Clubes
| Club                      | País  | Año         |
| ------------------------- | ----- | ----------- |
| Cerezo Osaka              | Japón | 2015 -      |
| J. League sub-22 (cedido) | Japón | 2015        |
| Tokushima Vortis (cedido) | Japón | 2016 - 2018 |
| Avispa Fukuoka (cedido)   | Japón | 2019        |

## Estadística de carrera

### J. League
| Club             | Año   | J. League | J. League | Copa J. League | Copa J. League | Total | Total |
| Club             | Año   | Part.     | Goles     | Part.          | Goles          | Part. | Goles |
| ---------------- | ----- | --------- | --------- | -------------- | -------------- | ----- | ----- |
| Cerezo Osaka     | 2015  | 1         | 0         | -              | -              | 1     | 0     |
| J. League sub-22 | 2015  | 2         | 0         | -              | -              | 2     | 0     |
| Tokushima Vortis | 2016  | 9         | 0         | -              | -              | 9     | 0     |
| Tokushima Vortis | 2017  | 37        | 2         | -              | -              | 37    | 2     |
| Total            | Total | 49        | 2         | 0              | 0              | 49    | 2     |